# برنامه ققنوس

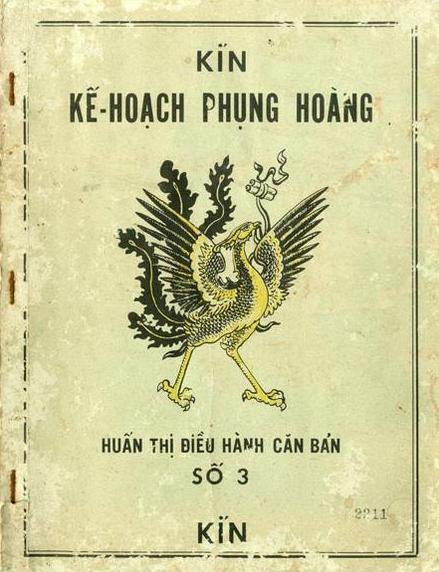
نمایی از جلد کتابچهٔ «دستورالعمل‌های اجرایِ سند طرحِ فونگ هوانگ (ققنوس)» بخش سوم، نسخهٔ محرمانه شماره ۲۲۱۱ (‏دسامبر ۱۹۶۹‏)

برنامه ققنوس (به زبان ویتنامی Chiến dịch Phụng Hoàng) برنامه‌ای بود که توسط آژانس اطلاعات مرکزی ایالات متحده (CIA) در طی جنگ ویتنام طراحی و هماهنگ‌سازی شد که ارتش‌های آمریکایی و ویتنام جنوبی و استرالیا در آن شرکت‌داشتند.

## تاریخچه
دو مولفه اصلی در این برنامه، یگان‌های شناسایی ایالتی (PRU) و مراکز بازجویی منطقه ای بود. یگان‌های شناسایی ایالتی، افراد ویت‌کُنگ یا جبهه رهایی‌بخش ملی و گاهی نیز افراد غیرنظامی ای را که فکر می‌کردند ممکن است اطلاعاتی در مورد فعالیت‌های جبهه رهایی‌بخش ملی داشته باشند را شناسایی یا به قتل می‌رساندند. بسیاری از این افراد به مراکز بازجویی انتقال داده می‌شدند و مورد شکنجه قرار می‌گرفتند تا بتوانند از این طریق اطلاعاتی در مورد فعالیت‌های جبهه رهایی‌بخش ملی در منطقه به دست آورند. اطلاعات در مراکز و توسط فرماندهان ارتش که بعداً قادر بودند اطلاعات را به یگان‌های شناسایی ایالتی منتقل کرده و وارد عمل شوند، استخراج می‌شد. 
این برنامه بین سالهای ۱۹۶۵ و ۱۹۷۲ انجام شد و وقایعی شبیه به این برنامه، قبل و بعد از این مدت زمان انجام می‌شد.
در سال ۱۹۶۷، تلاش‌های ایالات متحده برای «آرام» کردن شرایط توسط عملیات عمرانی و پشتیبانی انقلاب یا CORDS انجام پذیرفت. عملیات عمرانی و پشتیبانی انقلاب برنامه‌های مختلفی در دست داشت که ایجاد شبه نظامیان از رعیت که تا سال ۱۹۷۱ حدود ۵۰۰ هزار نیرو داشت، شامل آن می‌شد.

## آژانس‌ها و اشخاص دخیل در این برنامه
- آژانس اطلاعات مرکزی ایالات متحده (CIA)
- نیروهای عملیاتهای ویژه ایالات متحده
- واحدهای جمع‌آوری اطلاعات ارتش آمریکا از فرماندهی کمکهای نظامی آمریکا، ویتنام (فرماندهی کمکهای نظامی آمریکا – فرمان خدمات مشترک که فرماندهی و کنترل همه اقدامات مشاوره و کمکهای آمریکایی را در ویتنام ارائه می‌نمود)
- یگان ویژه نیروی دریایی ایالات متحده آمریکا
- USMC، شرکت اولین نیروی شناسایی که در نزدیکی دا ننگ مستقر بود.[۷]
- نیروهای عملیاتی ویژه از تیم ویتنامی آموزش دیده توسط ارتش استرالیا (AATTV)

## دستگاه امنیتی جمهوری ویتنام (ویتنام جنوبی)

### شکنجه
روش‌های شکنجه با جزئیات توسط داگلاس والنتین نویسنده که در مراکز بازجویی از آن‌ها استفاده می‌شد، گزارش شده‌است و به شرح ذیل می‌باشد:
تجاوز جنسی، تجاوز گروهی، تجاوز به وسیله مارماهی، مار یا اشیاء سخت و تجاوز وپس از آن قتل، شوک الکتریکی ("ساعت تلفن بل") که با اتصال سیم به دستگاه تناسلی یا سایر قسمتهای حساس بدن مانند زبان انجام می‌شود، شکنجه با آب، شکنجه حالت هواپیما به این صورت که در آن بازوهای زندانی به پشت بسته می‌شده، و طناب روی قلابی روی سقف بسته شده و زندانی به شکل آویزان درآمده و پس از آن با شلنگ و شلاق لاستیکی مورد ضرب و شتم قرار می‌گرفت. استفاده از سگ‌های پلیس برای زخمی کردن زندانیان نیز مورد استفاده قرار می‌گرفت. 
به گزارش افسر واحدهای جمع‌آوری اطلاعات ارتش، ک. بارتون اوزبورن، او شاهد استفاده از شکنجه در موارد زیر بوده‌است:
استفاده از قطعه ای ۶ اینچی برای داخل کردن به کانال یکی از گوش‌های زندانی من، و ضربه زدن به مغز تا زمان مرگ. گرسنگی دادن یک زن ویتنامی به قصد مرگ (در قفس) که مشکوک به عضو ودن در یکی از کادرهای آموزش سیاسی محلی در یکی از دهکده‌های محلی بود.
این شکنجه‌ها توسط نیروهای ویتنام جنوبی به همراهی آژانس اطلاعات مرکزی ایالات متحده (CIA) و نیروهای ویژه صورت می‌گرفت.

### قتل‌های هدفمند (ترور)
عملیات‌های ققنوس معمولاً با هدف ترور هدفها، یا ترور آنها به دلایل دیگر صورت می‌گرفت. غالباً یگان‌های شناسایی ایالتی (PRU) مقاومت در مناطق مورد مناقشه را پیش‌بینی می‌کردند و در ابتدا با شلیک گلوله وارد عمل می‌شدند. گاهی نیز غیرنظامیان بی گناه کشته می‌شدند. (به زبان ویتنامی Chiến dịch Phụng Hoàng) برنامه ای بود که توسط آژانس اطلاعات مرکزی ایالات متحده (CIA) در طی جنگ ویتنام طراحی و هماهنگ سازی شد که ارتش‌های آمریکایی و ویتنام جنوبی و استرالیا در آن شرکت داشتند.